# Ernst Praetorius
Ernst Praetorius   (Berlín, 20 de setembre de 1880 - Ankara, 27 de març de 1946) Va ser director d'orquestra alemany, director general de música, professor universitari i historiador de la música.
Ernst Praetorius era fill de l'orientalista Franz Praetorius i de la seva esposa Johanna Praetorius, nascuda Blanck. Va rebre lliçons de violí a una edat primerenca (1887-1892 amb Emil Köhler a Breslau, 1892-1899 i amb Arno Helf a Leipzig), així com lliçons de composició amb Otto Reubke a Halle. A més de practicar, Praetorius també va tractar la música teòricament. De 1899 a 1905 va estudiar musicologia i història de la música a la Universitat de Berlín. amb Carl Stumpf. Es va doctorar el 1905 amb una tesi sobre la teoria Die Mensuraltheorie de Franchino Gaffurius i va ser entre 1906 i 1909 director del museu de la història de la música Heyer, després a Colònia, al carrer Worringerstrasse. Del 1909 al 1912, Praetorius va treballar com a acompanyant i director d'òpera a l'Opera de Colònia. El 1912 i el 1913 va ser director a la Bochum Schauspielhaus, 1913 i 1914 al Teatre Nou de Leipzig i al Teatre de la ciutat de Breslau. Després va treballar durant un any al teatre de Lübeck, de 1915 a 1922 de nou al teatre de la ciutat de Breslau. Del 1922 al 1924 va ser director dels teatres d'òpera Grosse Volksoper i de la Staatsoper Unter den Linden de Berlín. El 1924 es va convertir en director de música general del Teatre Nacional Alemany de Weimar.
Mentre que el públic i els experts apreciaven Praetorius, els radicals de dreta el van atacar violentament. El motiu principal va ser el seu compromís amb la música contemporània. Després de la interpretació de Jonny spielt auf  d'Ernst Krenek per Praetorius el 1928, una sèrie d'articles d'incitació contra Praetorius van aparèixer al diari nazi de Weimar Der Nationalsozialist. El 1930 el partit nazi, NSDAP, ara representat per primera vegada en el govern de l'estat turc, va intentar acomiadar-lo. El consell assessor del Teatre Nacional, però, va parlar del seu director general de música.
Després que els nacionalsocialistes van prendree el poder, Praetorius fou alliberat immediatament el febrer de 1933. Un dels motius va ser la direcció de l'òpera Cardillac de Paul Hindemith. També va estar amb la jueva Dr. Käthe Ruhemann (13 de gener de 1891 a Berlín - 1981 a Ankara, Turquia, pediatra, la qual s'havia casat per primera vegada amb el doctor Bruno Baruch Goldstein, hi tingueren tres fills). Sota aquesta pressió política, els dos es van divorciar de fet el 1935, però van seguir convivint. Els teatres d'òpera de Berlín es van negar a contractar Praetorius, que ara estava a l'atur, amb el resultat que va treballar com a taxista.

## Exili a Turquia
Praetorius va rebre llavors una oferta de Turquia mitjançant la mediació de Hindemith. Va ser consultor en el desenvolupament del sistema musical turc i va tenir així l'oportunitat de transmetre a Turquia nombroses persones de l'escena cultural alemanya perseguides pel règim racista nazi; entre aquestes el director Carl Ebert, el pedagog Eduard Zuckmayer, el violinista Licco Amar i el pianista Georg Markowitz. Tots ells alhora van contribuir a la creació del Conservatori Estatal d'Ankara. Praetorius va ser nomenat director de l'orquestra simfònica d'Ankara el 28 de setembre de 1935, també va dirigir el conjunt de música de cambra al conservatori i va ensenyar el fagot.
Ernst Praetorius va ser molt conegut a Ankara pels seus nombrosos concerts. Va intentar continuar les reformes de Hindemith després que continués el seu viatge als EUA i es mantingués en contacte amb ell. Va tenir diferències importants amb Carl Ebert, amb qui va treballar com a cap del departament de teatre i òpera. Va criticar els mètodes d'ensenyament d'Ebert i també va posar en qüestió les seves habilitats artístiques.
El 1937 Praetorius va estar a Alemanya per última vegada i de juliol a setembre va fer una gira de concerts a Stuttgart, Königsberg i Berlín. Va intentar repetidament implicar virtuosos alemanys a Turquia. Així que va fer concerts a Ankara el 1943 i el 1944 amb Wilhelm Kempff i Walter Gieseking -Turquia encara era neutral a la Guerra Mundial. Durant aquest temps, Praetorius també va començar a desenvolupar una orquestra de conservatori, que després va tenir èxit en nombrosos concerts. Praetorius sempre va intentar incloure la cultura turca en les seves actuacions. A més d'obres de música clàssica europea, també va interpretar obres de compositors turcs contemporanis com Ulvi Cemâl Erkin, si era possible.
A través de contactes amb l'ambaixada d'Alemanya a Ankara, Praetorius va poder fer viatjar la seva dona divorciada el 1936. El 1940, amb el permís del president İsmet İnönü, també va portar la seva sogra a Turquia.
Des de l'inici de la Segona Guerra Mundial, els alemanys van apuntar l'expatriació d'emigrants a Turquia. El 1941, el NSDAP va sol·licitar a Praetorius revocar la ciutadania alemanya, ja que encara vivia amb la seva dona jueva i era «president d'una associació per donar suport als emigrants jueus». Per la seva posició destacada al capdavant de l'orquestra simfònica d'Ankara fundada pel president Mustafa Kemal Ataturk, finalment es va abstenir de l'expatriació. Conscient de la popularitat de Praetorius, 'ambaixador d'Alemanya a Ankara, Franz von Papen, temia l'expulsió provoqués una «turbulència vergonyosa». Gràcies a l'excepcional reputació de Praetorius, ell i la seva família van ser fins i tot salvats de l'internament a Anatòlia, que va assolir tots els altres refugiats alemanys com a estats enemics després que Turquia entrés a la guerra el 1944.
Praetorius va morir el 1946 després del curs d'una greu malaltia. Amb gran simpatia, fou enterrat a Ankara a Cebeci Asri Mezarlığı. La seva dona Käthe Praetorius va romandre a Ankara fins al final de la seva vida. Va dirigir una ambulància a l'ambaixada britànica durant dues dècades des de 1946. A més, des de la constitució de l'Ambaixada d'Alemanya a Ankara, en va ser la inspectora mèdica.